# Bogusław Kopka
Bogusław Tadeusz Kopka (ur. 5 maja 1969 w Lidzbarku Warmińskim) – polski historyk, dr hab., profesor Uniwersytetu Komisji Edukacji Narodowej w Krakowie, pierwszy rektor Publicznej Uczelni Zawodowej w Grudziądzu (2023-2024), były profesor Akademii Zamojskiej (2021-2023), były profesor nadzwyczajny Politechniki Warszawskiej na Wydziale Administracji i Nauk Społecznych oraz Szkoły Wyższej Przymierza Rodzin w Warszawie.

## Życiorys
Absolwent Wydziału Historycznego Uniwersytetu Warszawskiego (1994). W latach 1994–2004 sekretarz Stowarzyszenia „Archiwum Solidarności”. Od 1994 r. pracownik naukowy Głównej Komisji Badania Zbrodni przeciwko Narodowi Polskiemu, a następnie w latach 2001-2012 pracownik Instytutu Pamięci Narodowej. W 2006 r. uzyskał na Wydziale Historycznym Uniwersytetu Warszawskiego stopień doktora nauk humanistycznych w zakresie historii na podstawie rozprawy Obozy pracy w stalinowskim systemie więziennictwa PRL (1944-1950) – organizacja i podstawy funkcjonowania, a w roku 2011 na Wydziale Nauk Historycznych i Społecznych Uniwersytetu Kardynała Stefana Wyszyńskiego w Warszawie uzyskał stopień doktora habilitowanego nauk humanistycznych na podstawie rozprawy Das KZ Warschau: Geschichte und Nachwirkungen. Od 2012 r. do 2015 r. profesor nadzwyczajny w Zakładzie Prawa i Administracji Wydziału Administracji i Nauk Społecznych Politechniki Warszawskiej. Od października 2013 r. do 24 czerwca 2014 r. prodziekan ds. nauki Wydziału Administracji i Nauk Społecznych Politechniki Warszawskiej.
Wszedł w skład komitetu wspierającego kandydaturę Karola Nawrockiego na prezydenta RP w wyborach w 2025.

## Nagrody i wyróżnienia
- Stypendium im. Marty Fik przyznane przez Fundację Kultury w Warszawie na opracowanie przewodnika Obozy pracy w Polsce 1944-1950. Przewodnik encyklopedyczny.
- Nagroda KLIO (2007) III stopnia w kategorii varsaviana za książkę Konzentrationslager Warschau. Historia i następstwa.
- Wyróżnienie w Konkursie im. Janusza Kurtyki (2020) za książkę Gułag nad Wisłą. Komunistyczne obozy pracy w Polsce 1944–1956.
- Odznaczony Złotym Medalem „Zasłużony dla Nauki Polskiej Sapientia et Veritas”[6].

## Wybrane publikacje
- Rodem z Solidarności: sylwetki twórców NSZZ "Solidarność" (współpraca: Ryszarda Żelichowskiego) (1997)
- Stan wojenny w dokumentach władz PRL (1980-1983) (współpraca: Grzegorz Majchrzak) (2001)
- Stan wojenny (współpraca: Antoni Dudek, Anna Piekarska, Małgorzata Strasz) (2002)
- Obozy pracy w Polsce 1944-1950: przewodnik encyklopedyczny (2002)
- Operacja "Poeta": Służba Bezpieczeństwa na tropach Czesława Miłosza (współpraca: Grzegorz Majchrzak, Grzegorz Musidlak) (2007)
- Konzentrationslager Warschau: historia i następstwa (2007)
- Aparat bezpieczeństwa wobec V Światowego Festiwalu Młodzieży i Studentów w Warszawie (31 lipca – 14 sierpnia 1955 r.), (w:) „Przegląd Archiwalny Instytutu Pamięci Narodowej” 2008, t. 1
- Das KZ Warschau: Geschichte und Nachwirkungen, aus dem Polnischen von Jürgen Hensel (2010)
- Księga bezprawia: akta normatywne kierownictwa resortu Bezpieczeństwa Publicznego (2011)
- Poland First to Fight (współpraca: Paweł Kosiński) (2018)
- Szlaki historyczne w Polsce. Podróże wybrane (wspólnie z R. Andrzejczykiem) (2018).
- Historical Trails in Poland. Selected Jorneys (with R. Andrzejczyk) (2018).
- Gułag nad Wisłą. Komunistyczne obozy pracy w Polsce 1944–1956 (2019).
- Wydarzenia bydgoskie 1939 roku (redakcja naukowa, współautor) (2022)[7].
- Aktion Zamość (1942-1943) (redakcja naukowa wspólnie z R. Skrzyniarzem i I. Hajscewicz-Zimek, współautor) (2023)[8]
- The Vistula GULAG: Communist Labour Camps in Poland 1944-1956 (2024)[9]